# Usine DPCA de Wuhan
L'usine DPCA de Wuhan est une usine d'assemblage automobile associée au groupe PSA Peugeot Citroën en Chine située à Wuhan. Elle est détenue par la coentreprise Dongfeng Peugeot-Citroën Automobiles (DPCA).

## Présentation
La production de ce site a commencé en 1996. Il comprend quatre unités : emboutissage, ferrage, peinture, montage. Sur une étendue totale de 190 hectares, la surface bâtie couvre 450 000 m2. Sa capacité de production annuelle était en 2004 de 150 000 véhicules, de 300 000 en 2007, et de 600 000 en 2013. Les organes mécaniques sont fabriqués dans l'autre usine DPCA de Xiangyang.
En juillet 2006, PSA annonce la construction d'une deuxième unité de production à Wuhan, d'une capacité de 150 000 véhicules haut de gamme (PF3). Entrée en service fin 2009-début 2010, elle a porté la capacité du site à 450 000 véhicules par an. Afin de poursuivre son expansion, y compris en parts de marché, et commencer à exporter sur les marchés voisins, PSA inaugure en juillet 2013 sa troisième unité sur le site, portant ainsi sa capacité totale annuelle à 600 000 véhicules.
Durant la décennie 2000-2010, certains modèles lancés se sont révélés inadaptés au goût chinois ou était des modèles dépassés (Xsara Picasso ou la C2 locale sur la base ancienne d'une 206) et n'ont pas eu de succès. Après le départ de Jean-Martin Folz, une politique plus volontariste est mise en place, avec le lancement presque simultané de véhicules en Europe et en Chine (Peugeot 508), une inflexion vers le haut de gamme et un plus grand développement local pour les produits.
Début 2011, 11 000 employés (dont 70 expatriés) travaillent sur le site, qui connaît un turnover de 20 % et accorde des augmentations de salaires d'environ 10 % par an pour fidéliser le personnel, qui gagne environ 300 € mensuels pour 45 heures hebdomadaires avec 4 semaines de congés annuels.

## Historique PSA en Chine
Le site a été construit au départ, en association avec Dong Feng, pour Citroën. Peugeot était lui associé avec la municipalité de Guangzhou (Canton), mais avec à peine plus de 100 000 ventes de 1985 à 1997, cette tentative fut un échec : Peugeot commercialisait des 504 et 505, déjà à la retraite en Europe, face à des produits concurrents (Volkswagen, mais aussi Citroën) plus récents. Après une importation de véhicules en 2001 et 2002, la coentreprise a été étendue à cette seconde marque en 2002, les premiers modèles étant mis sur le marché en 2004.

## Modèles construits
- Citroën Fukang 1996-2002
- Citroën Fukang 988 1998-2014
- Citroën Xsara Picasso novembre 2001-2014
- Citroën Elysée juin 2002-2008
- Peugeot 307 Sedan avril 2004-2015
- Peugeot 206 janvier 2006-2012
- Citroën C-Triomphe avril 2006-2014
- Citroën C2 fin 2006-
- Citroën C-Elysée mai 2008-2012
- Peugeot 207 décembre 2008-
- Peugeot 408 2010-2015
- Citroën C-Quatre 2009 ou 2010
- Citroën C5 2010 -
- Peugeot 508 2011 -
- Citroën C2 Cross 2012-
- Citroën C-Quatre Cross 2012-
- Citroën C4L 2012-
- Peugeot 207 Cross 2012-2015
- Peugeot 307 Cross 2012-2015
- Peugeot 308 sedan 2012-
- Peugeot 301 2013-
- Citroën C-Elysée II 2013-
- Peugeot 2008 2014-
- Peugeot 408 II 2014-
- Citroën C3-XR 2014-
- Peugeot 308S 2015-
- Citroën C4 Sega 2015-
- Citroën C6 2016-

## Galerie photos

### Dongfeng-Citroën

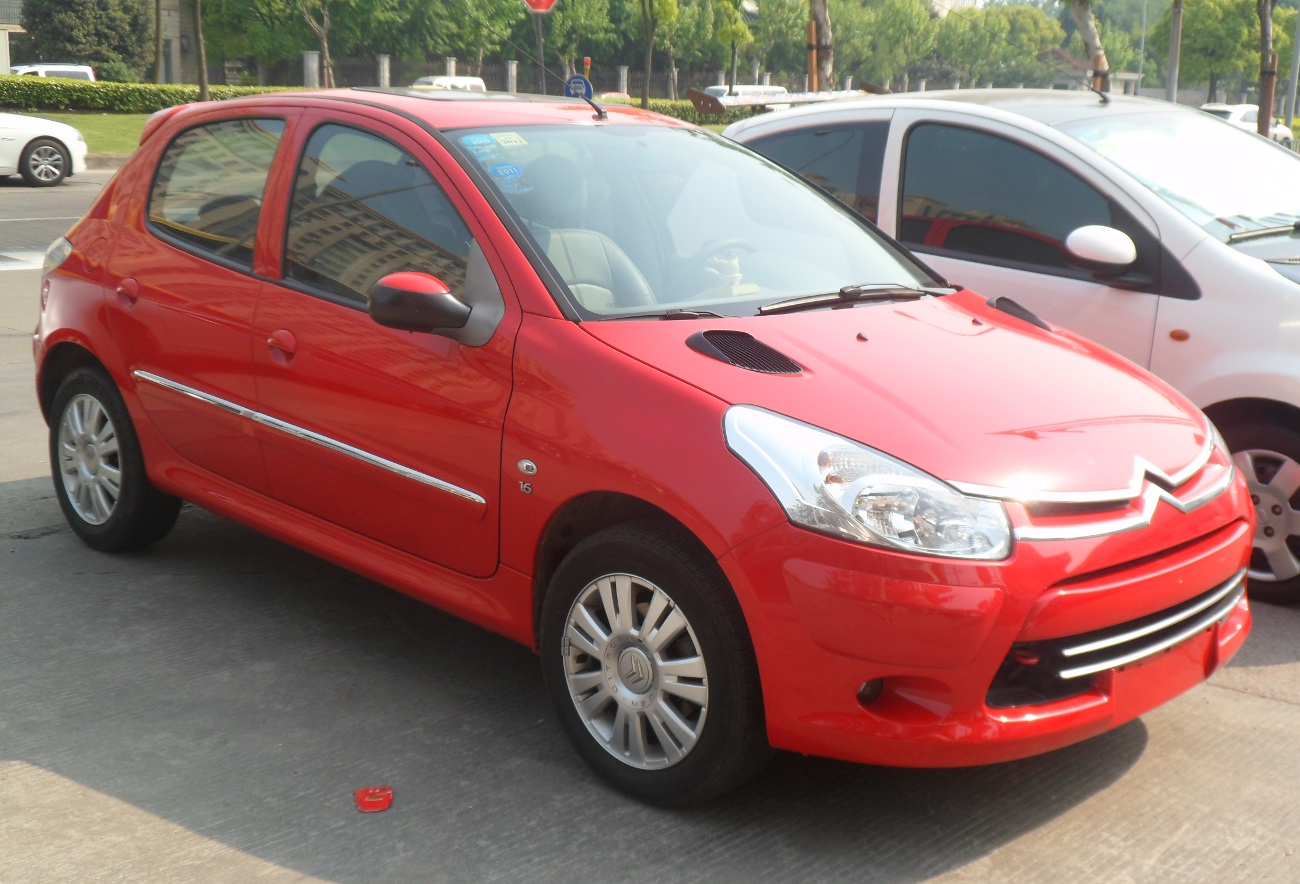
C2
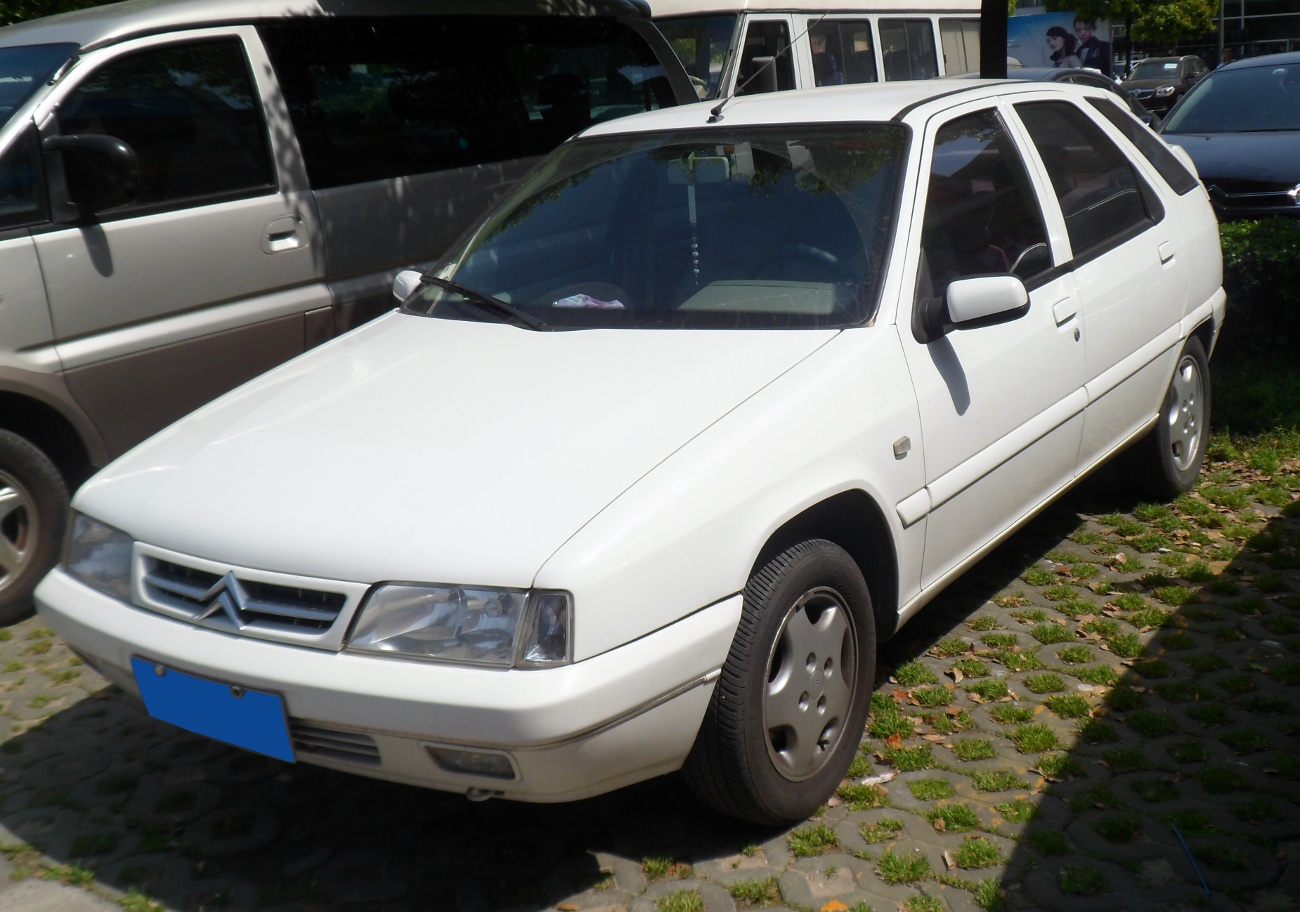
Fukang 5p
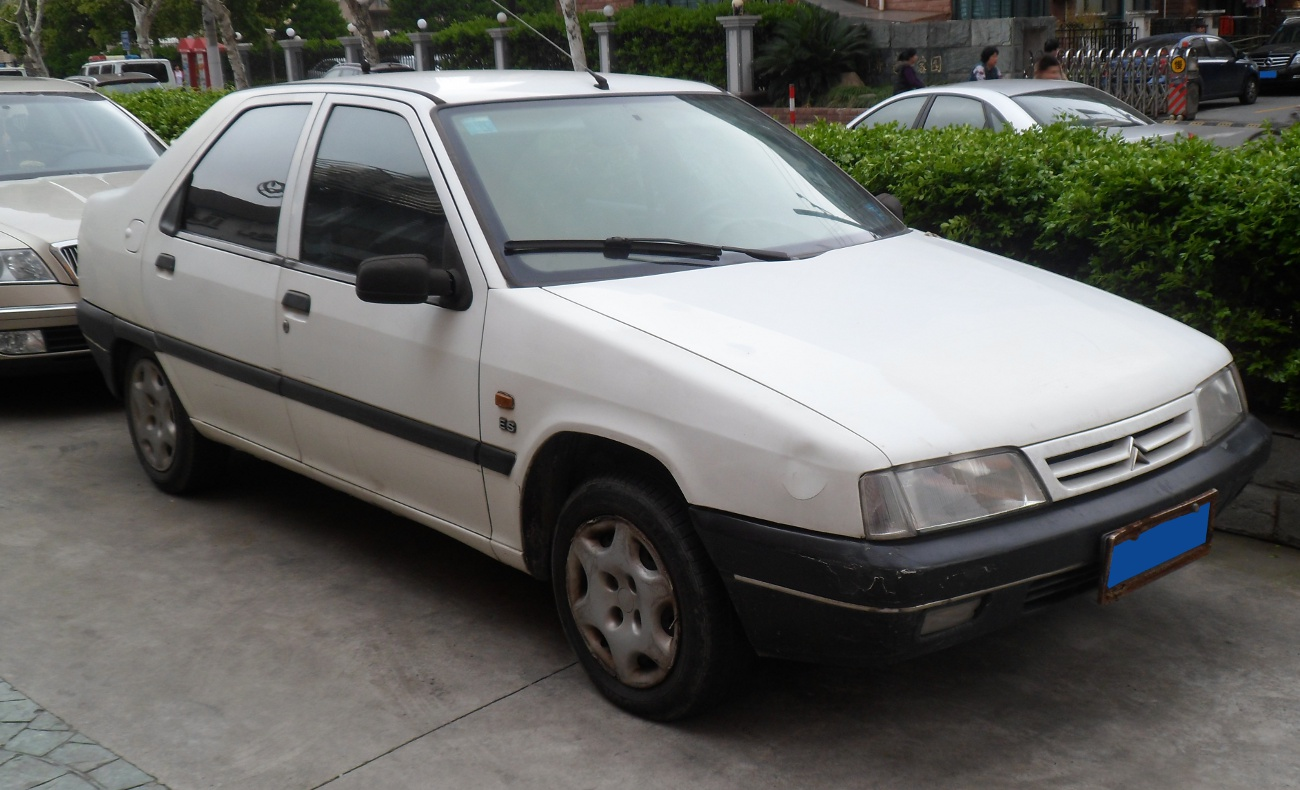
Fukang 4p
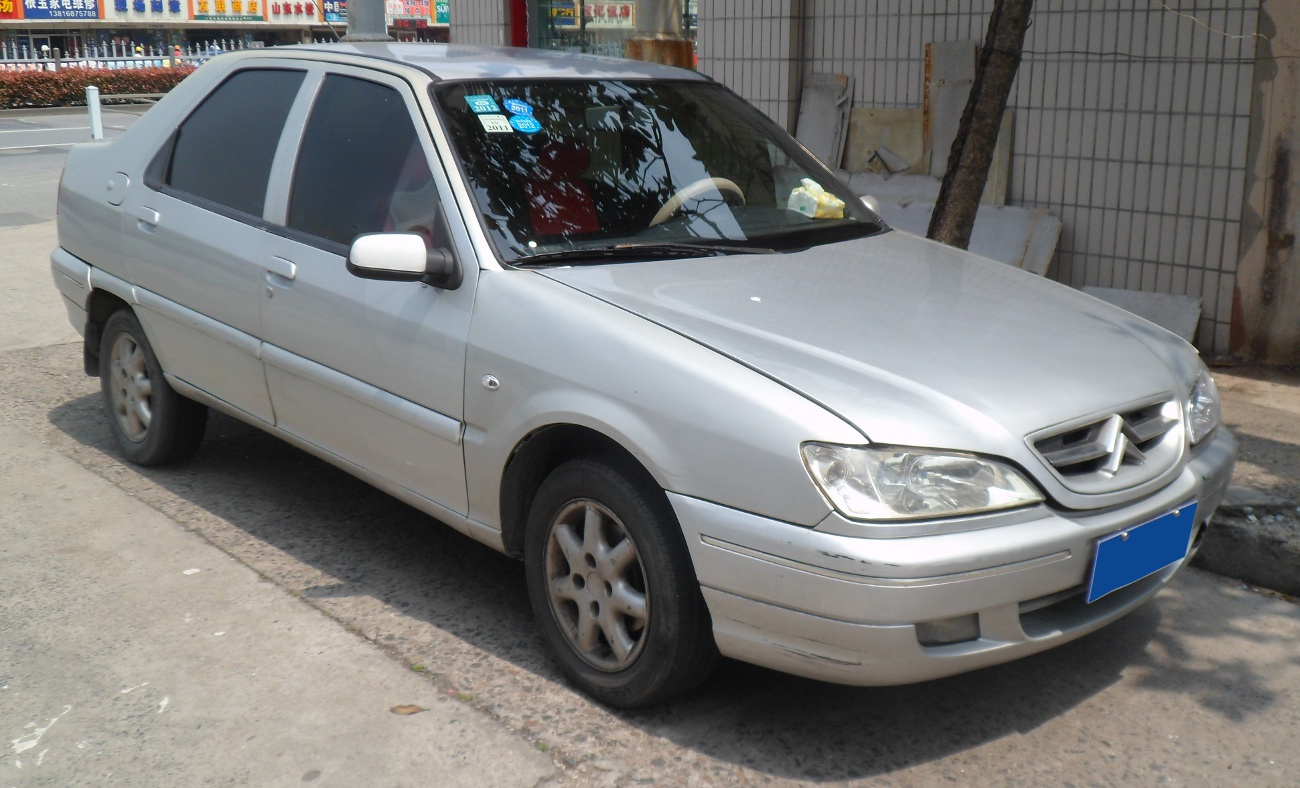
Elysée
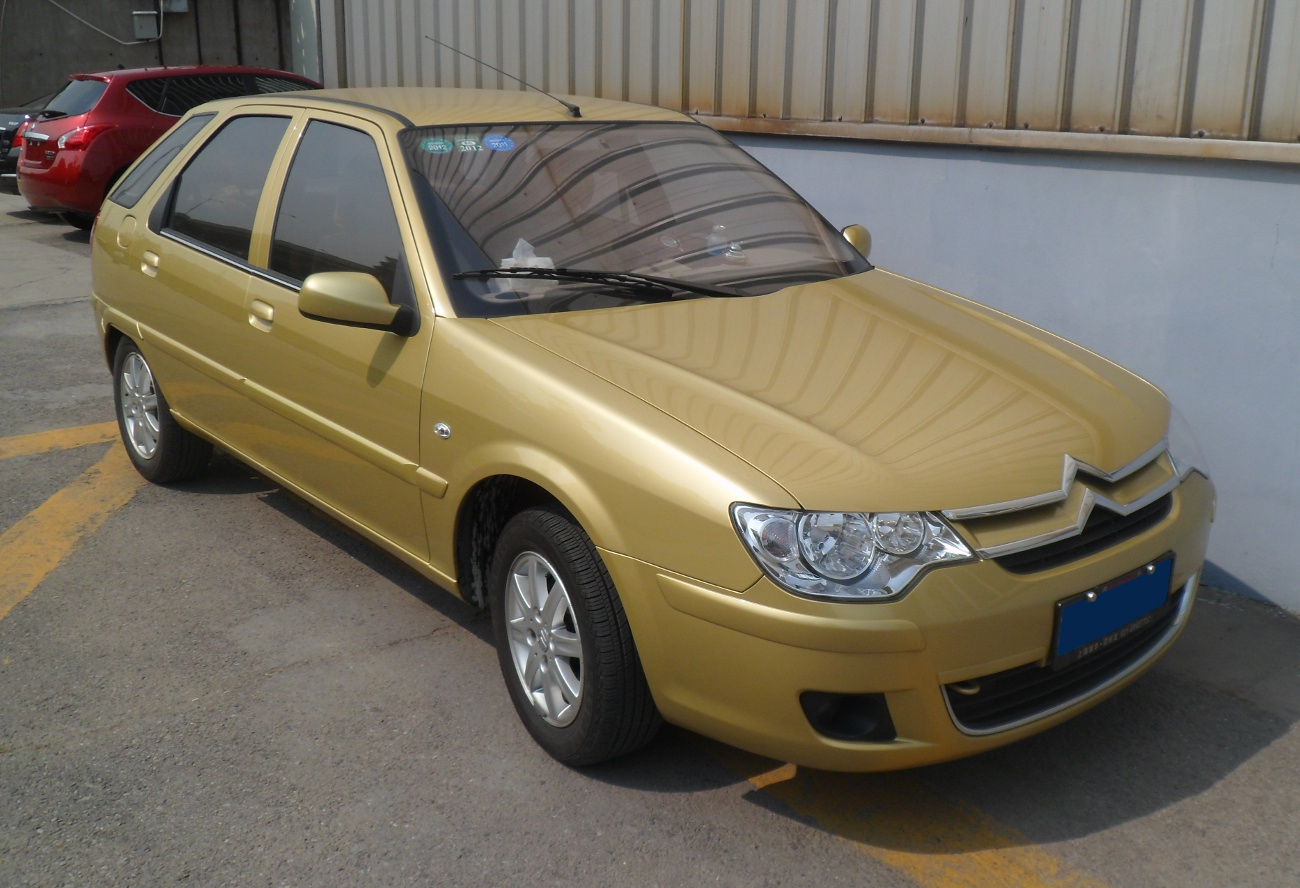
C-Elysée 5p
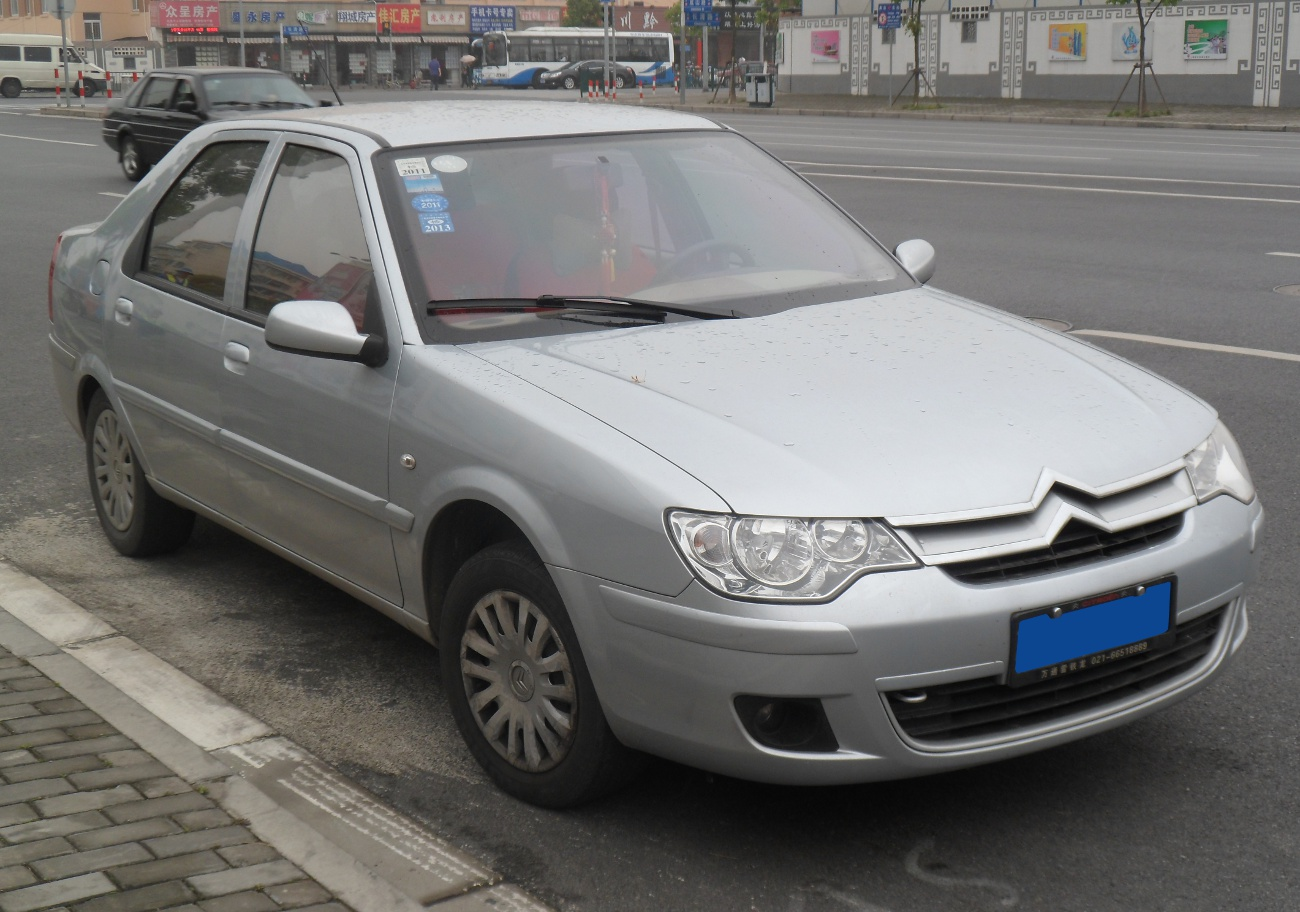
C-Elysée 4p
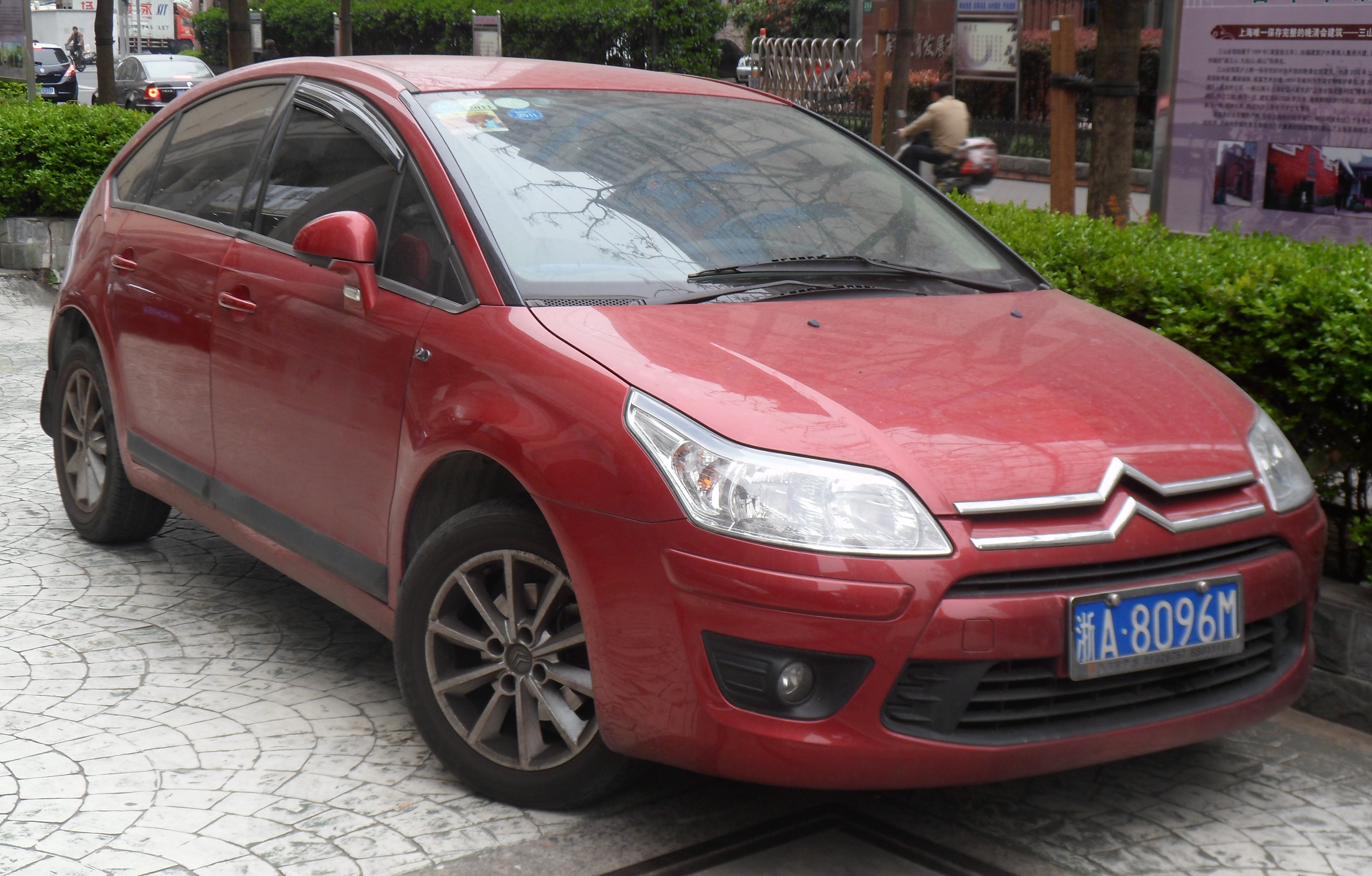
C-Quatre 5p
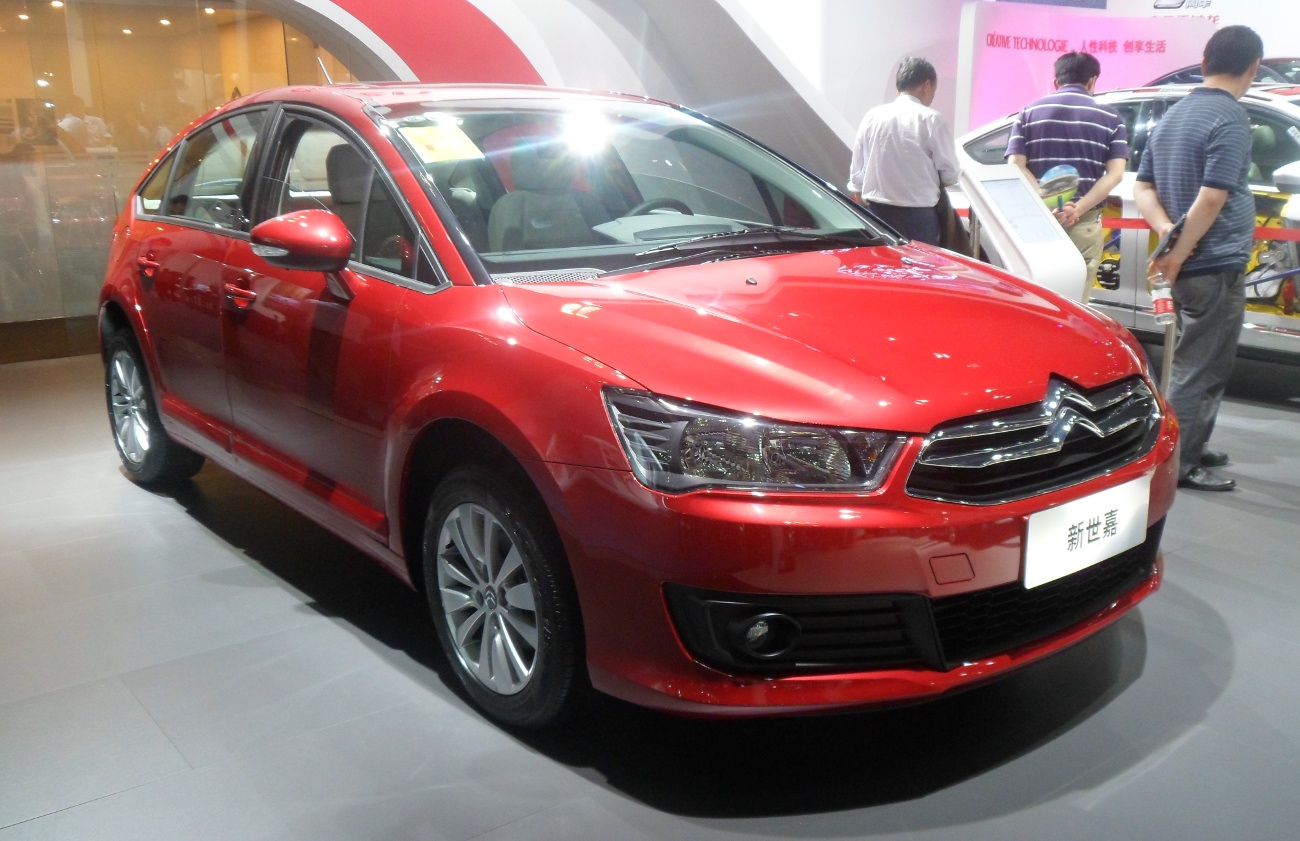
C-Quatre 5p restylée
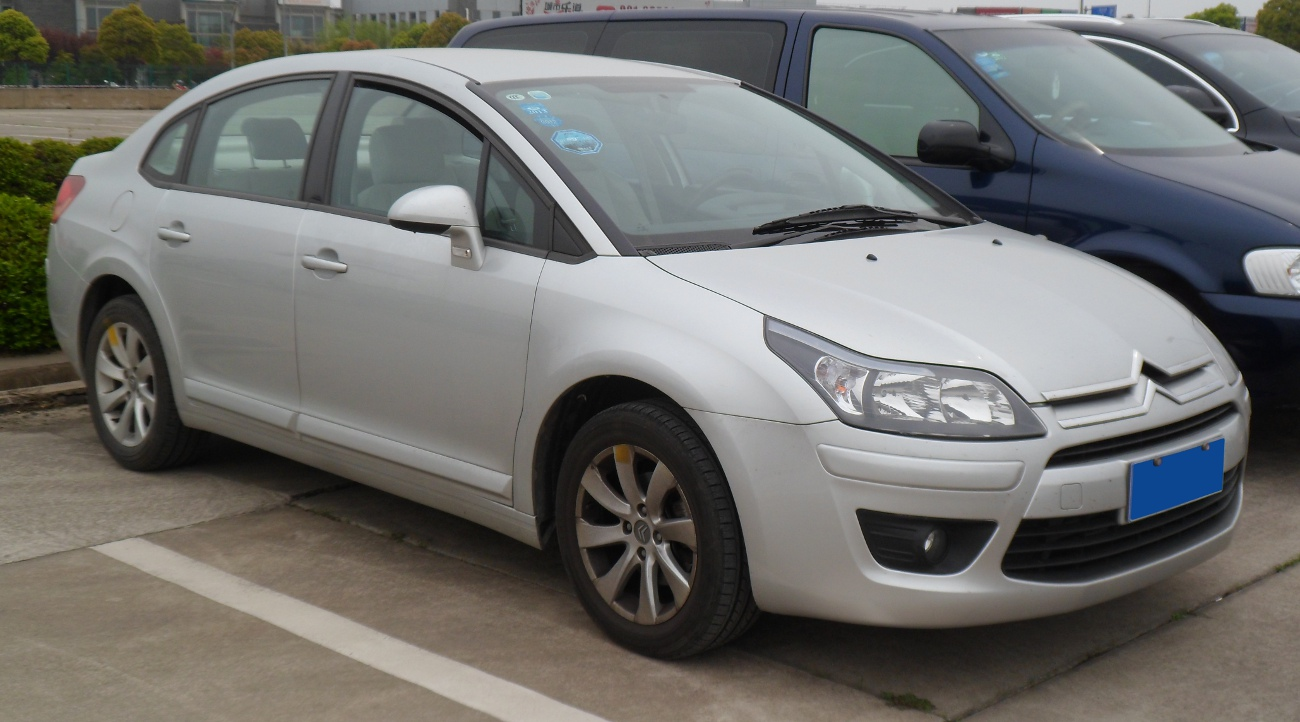
C-Quatre 4p
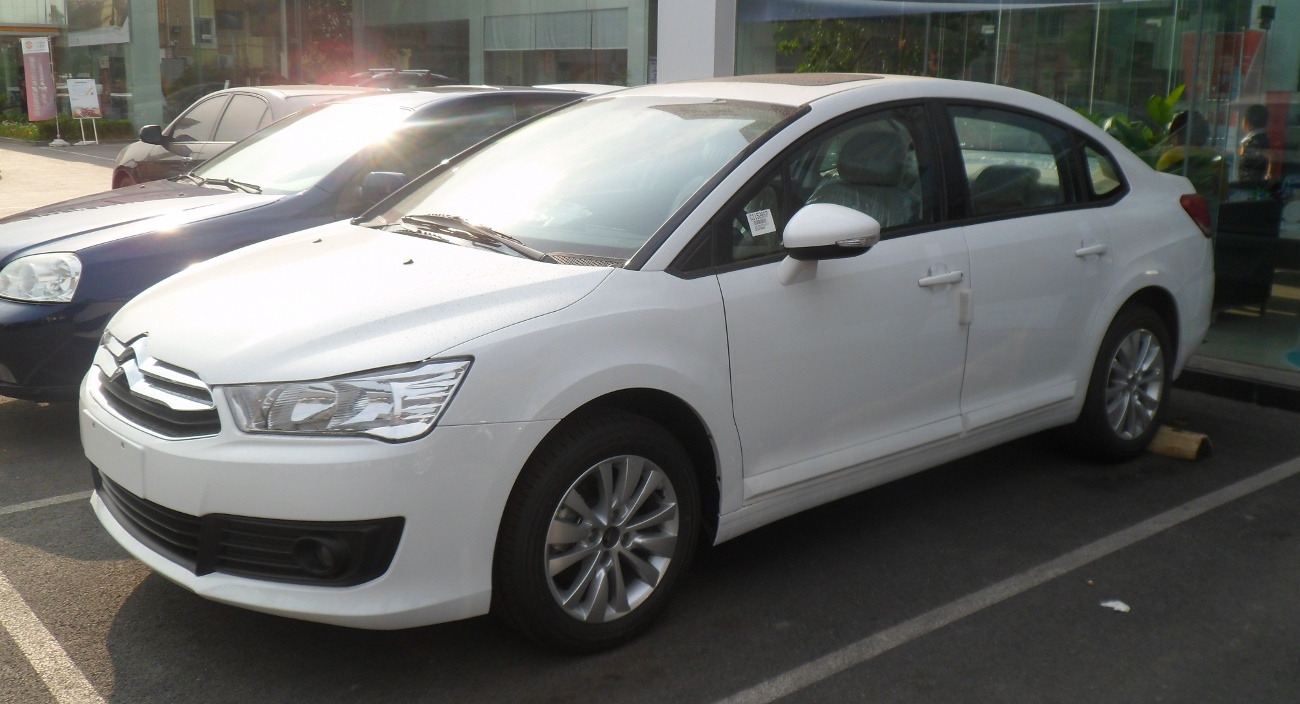
C-Quatre 4p restylée
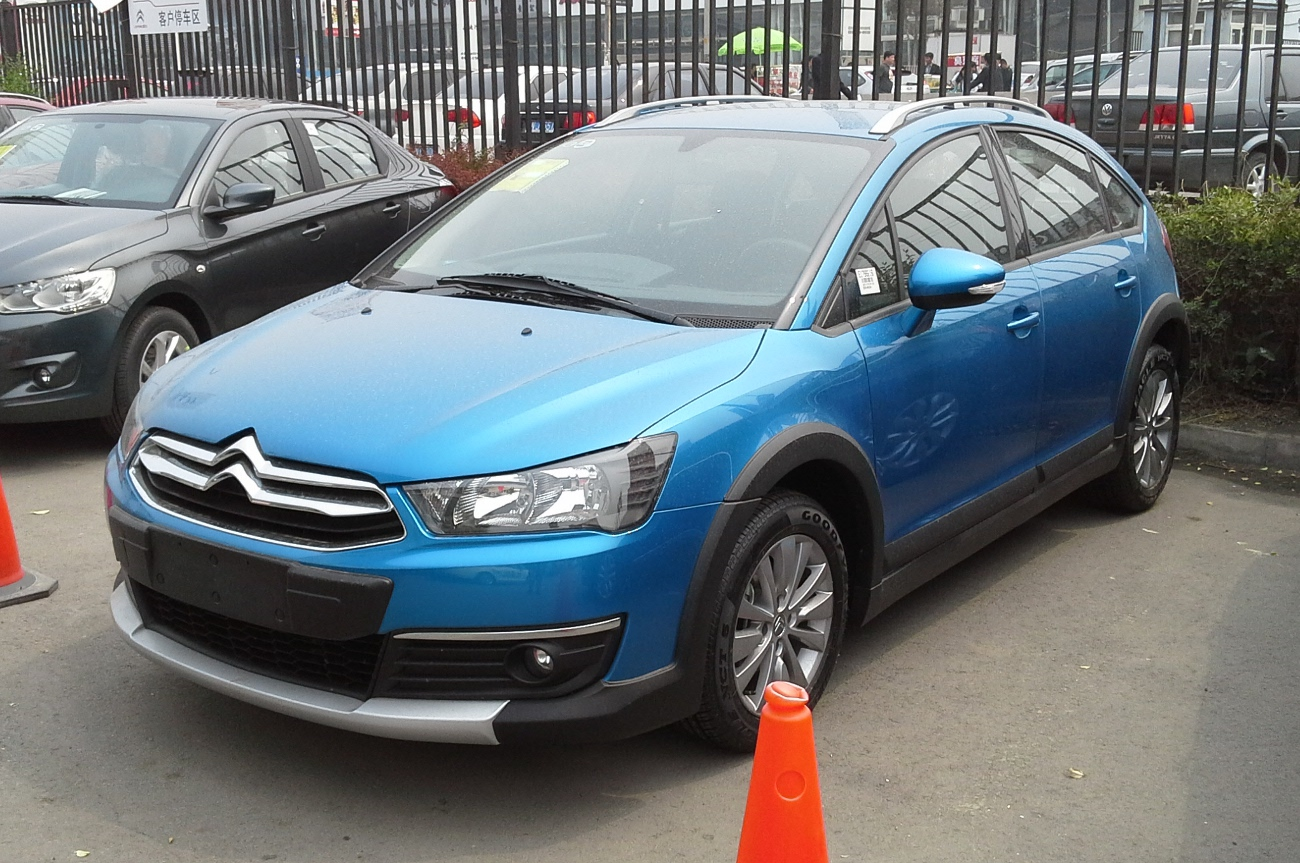
C-Quatre Cross
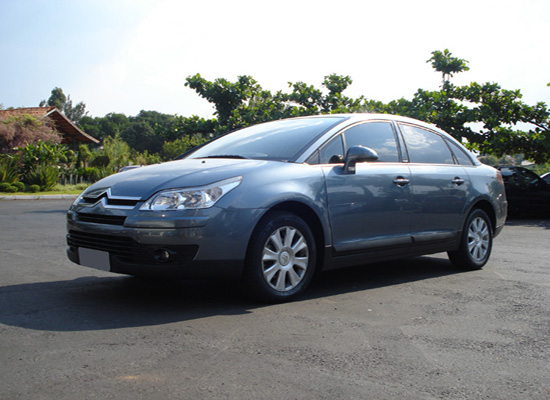
C-Triomphe
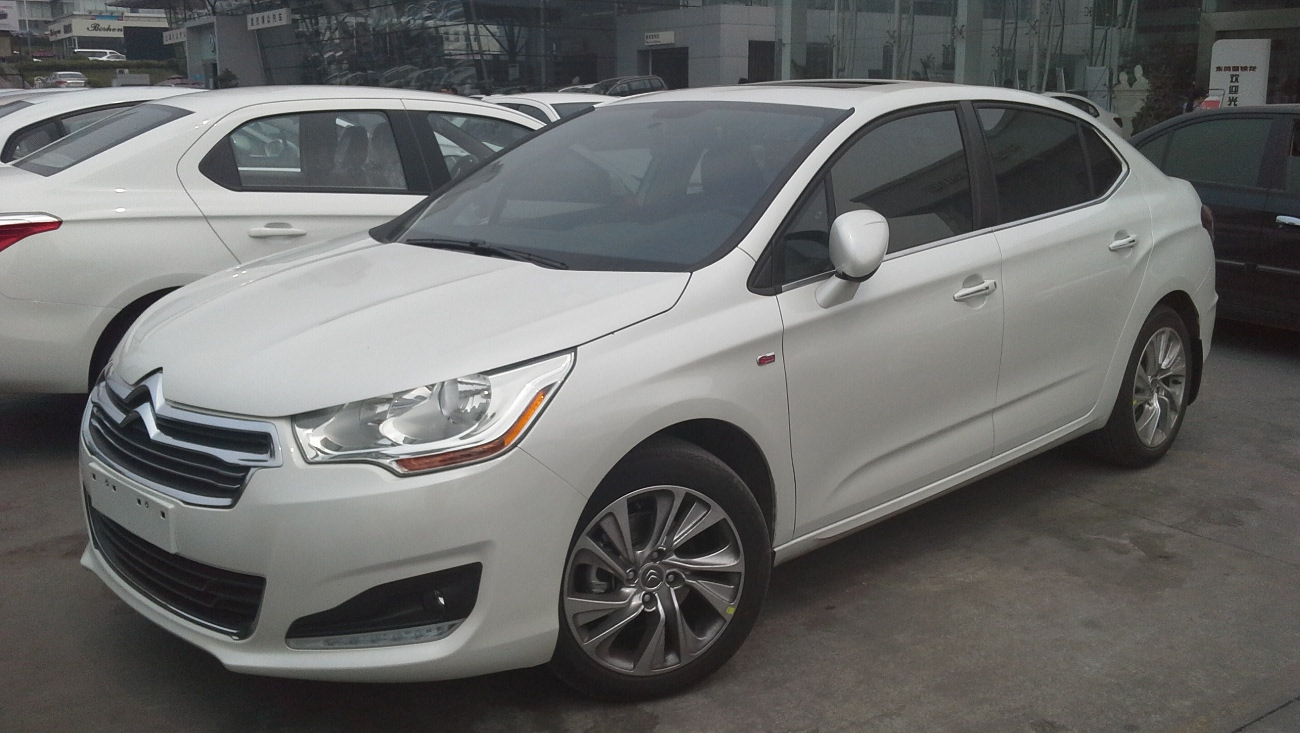
C4L
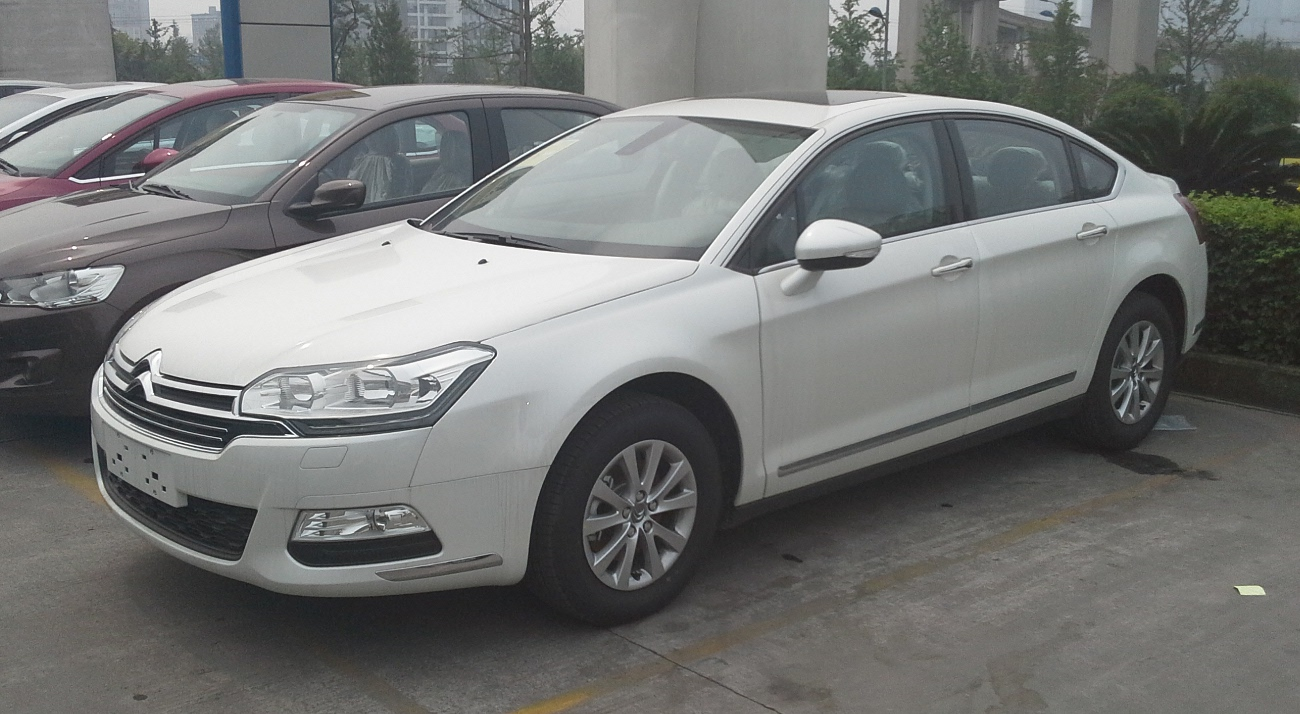
C5 II facelift
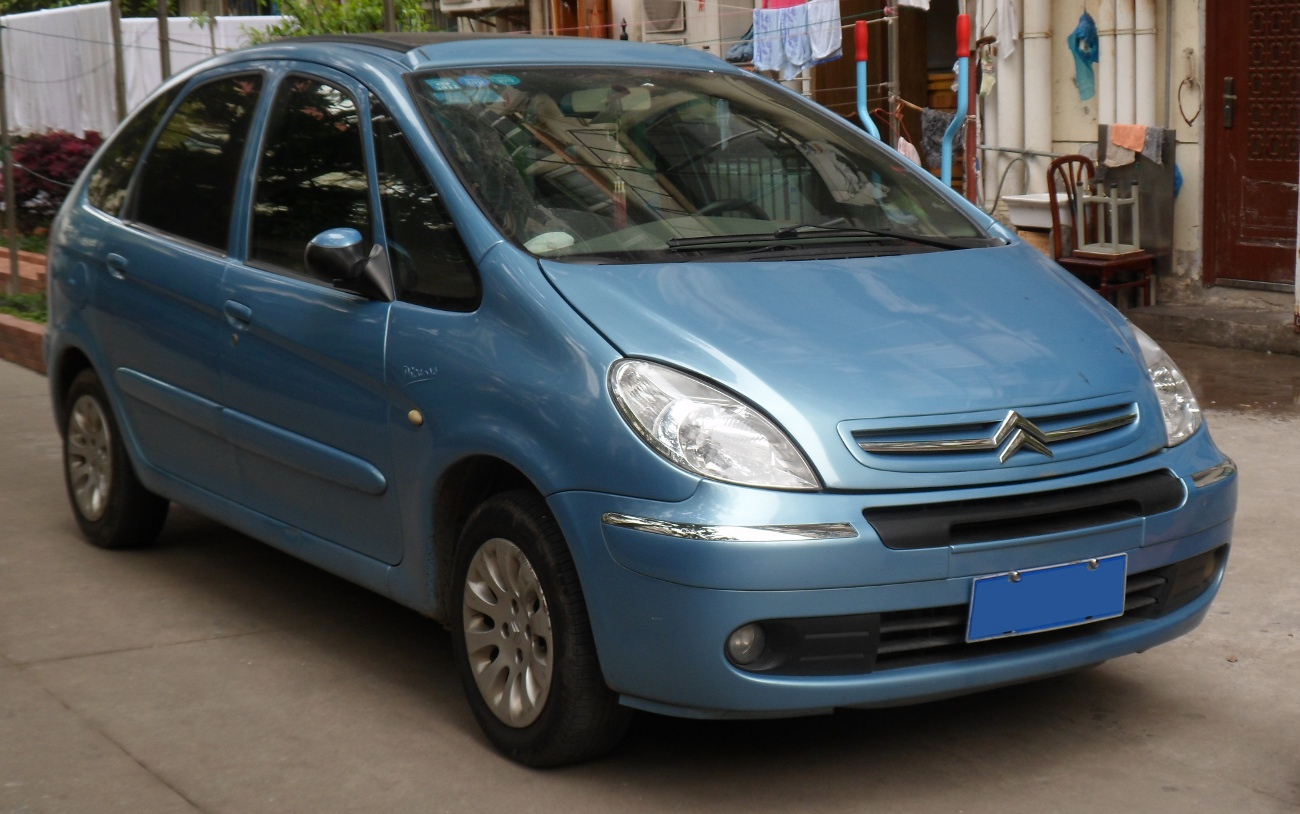
Xsara Picasso
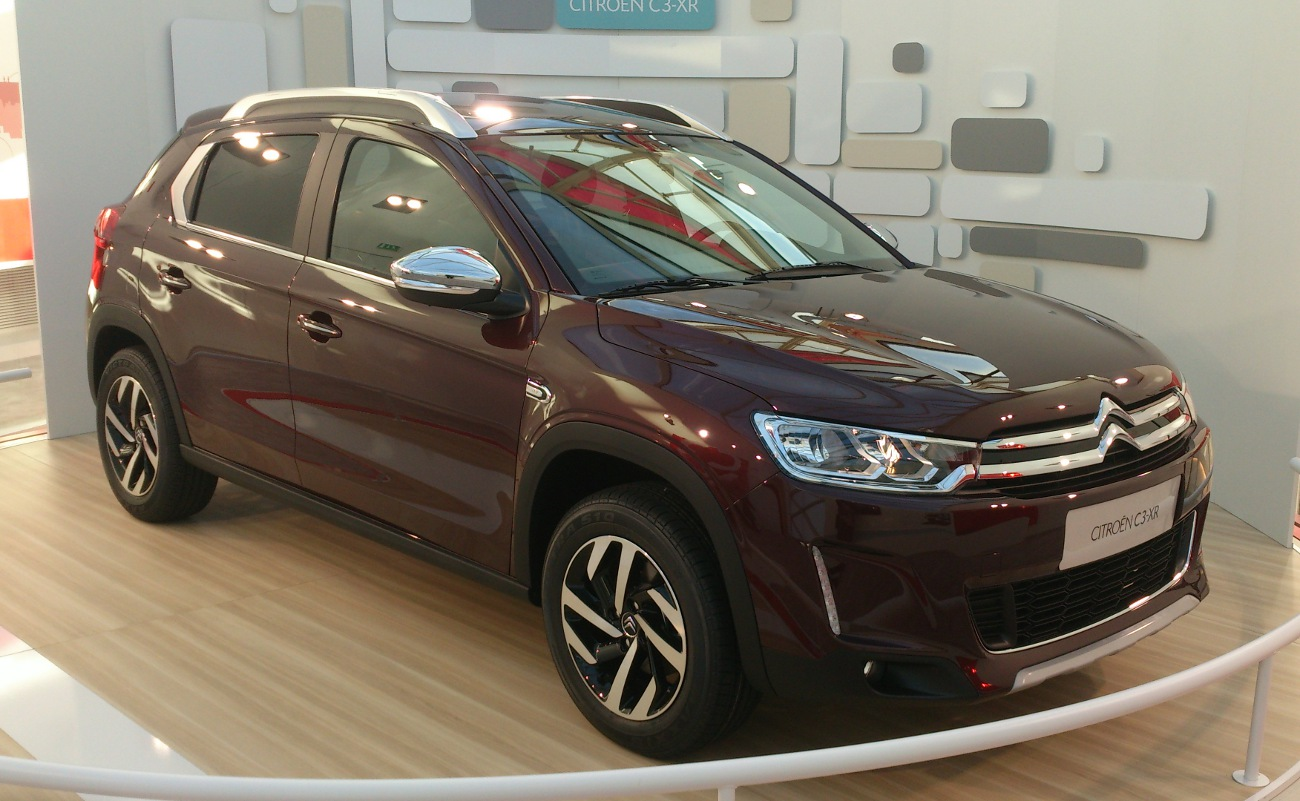
C3-XR

### Dongfeng-Peugeot

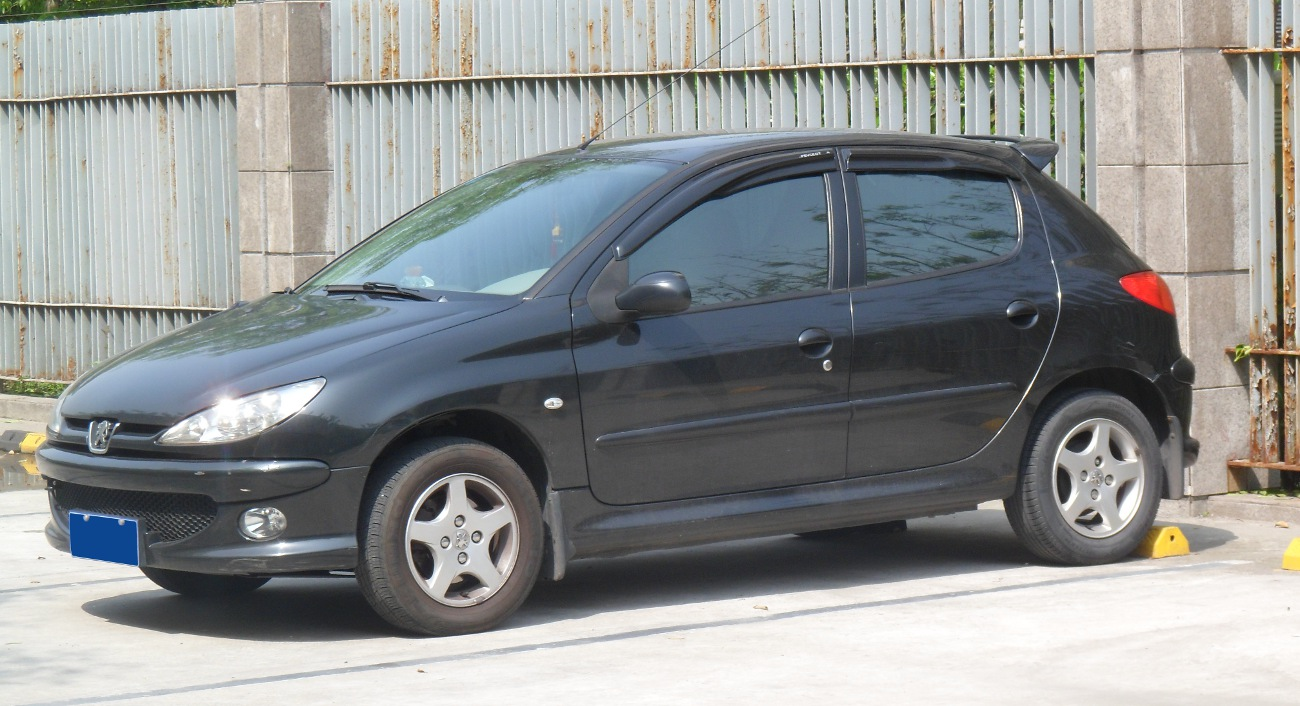
206
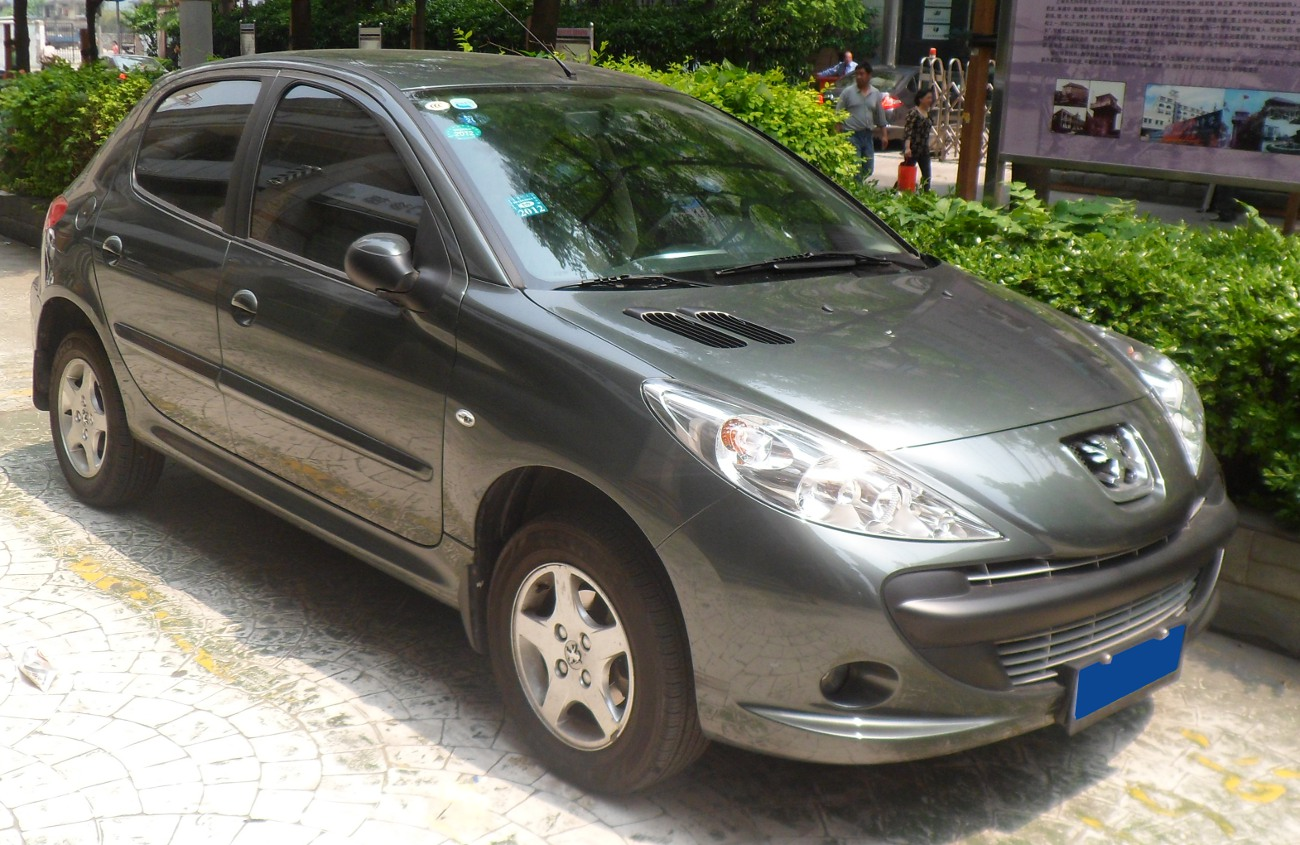
207 5p
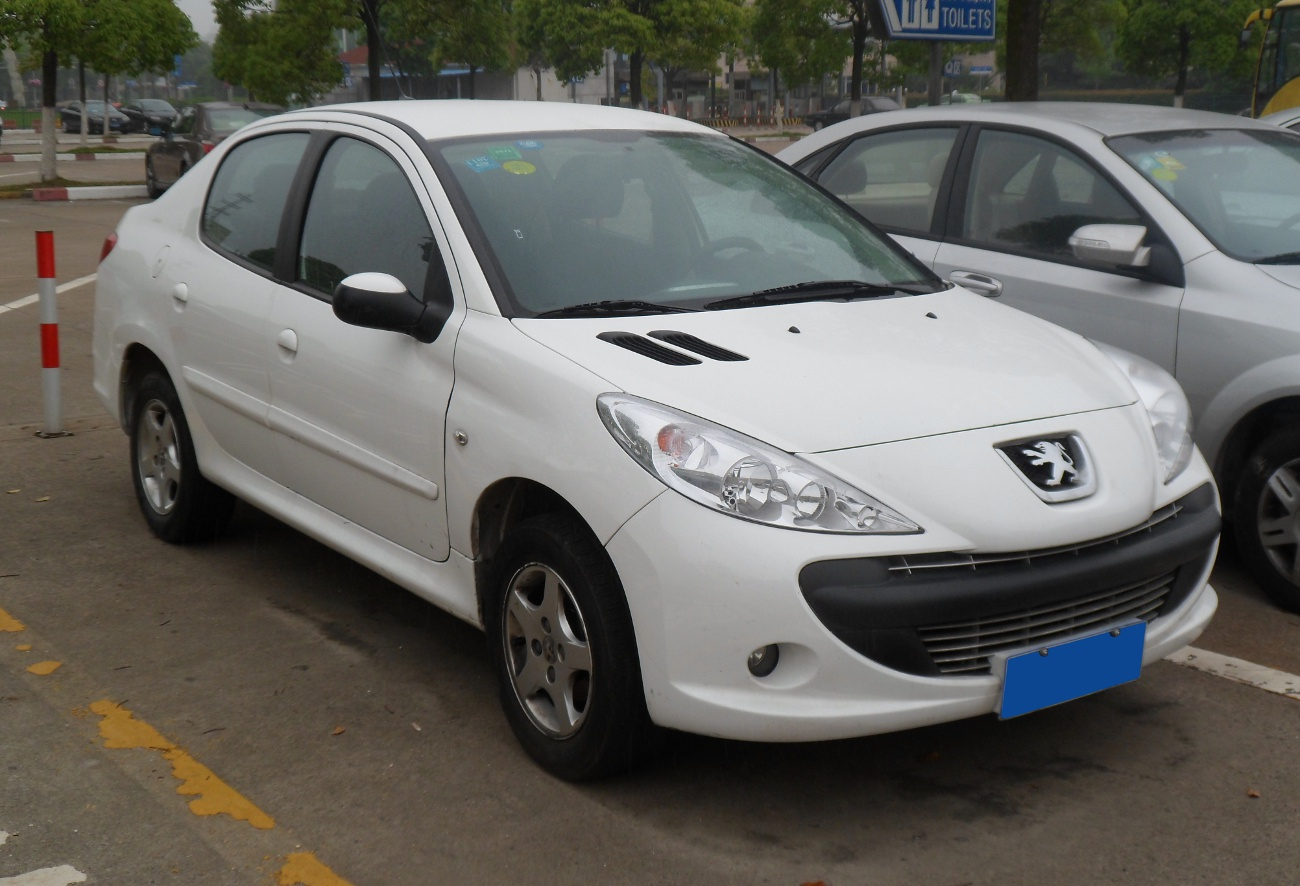
207 4p
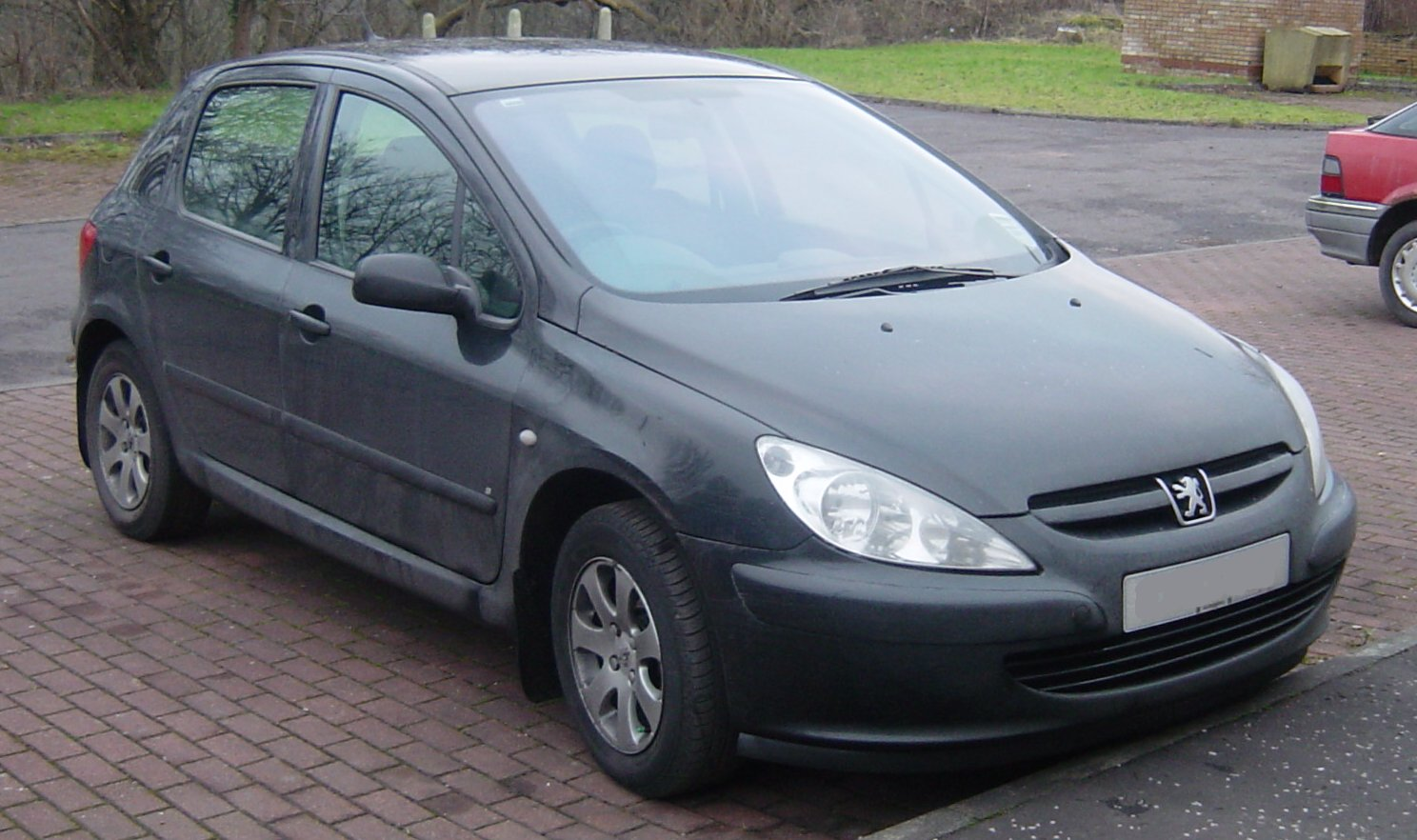
307 5p
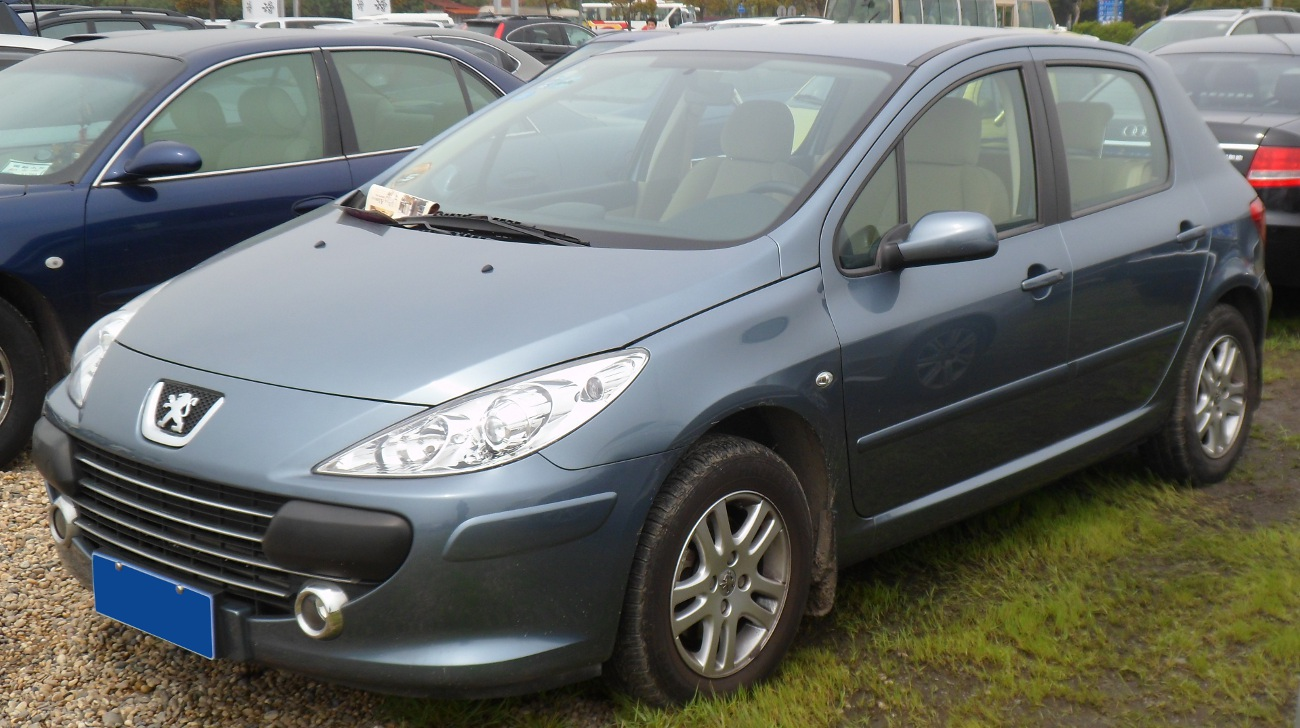
307 5p restylée
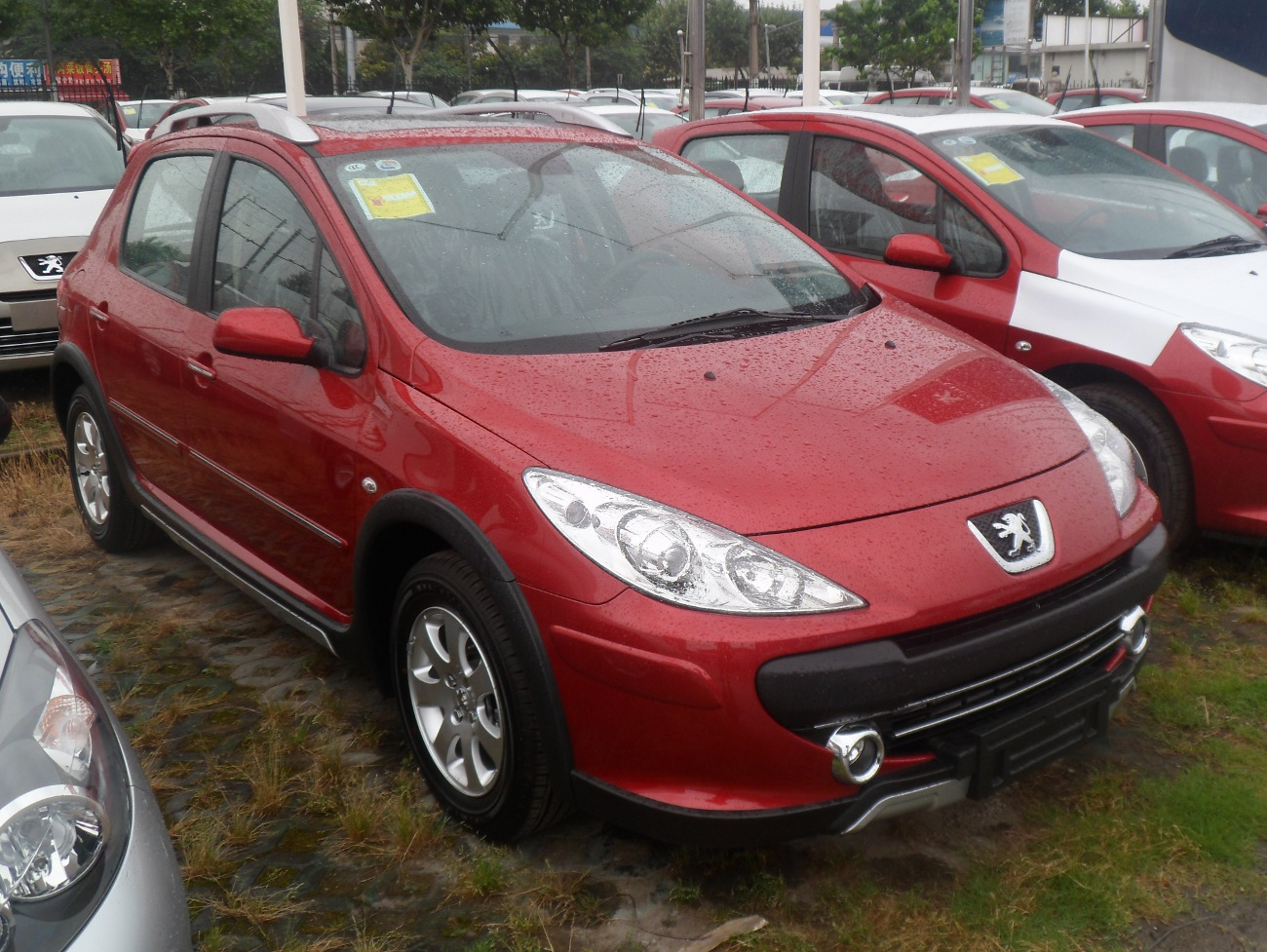
307 Cross
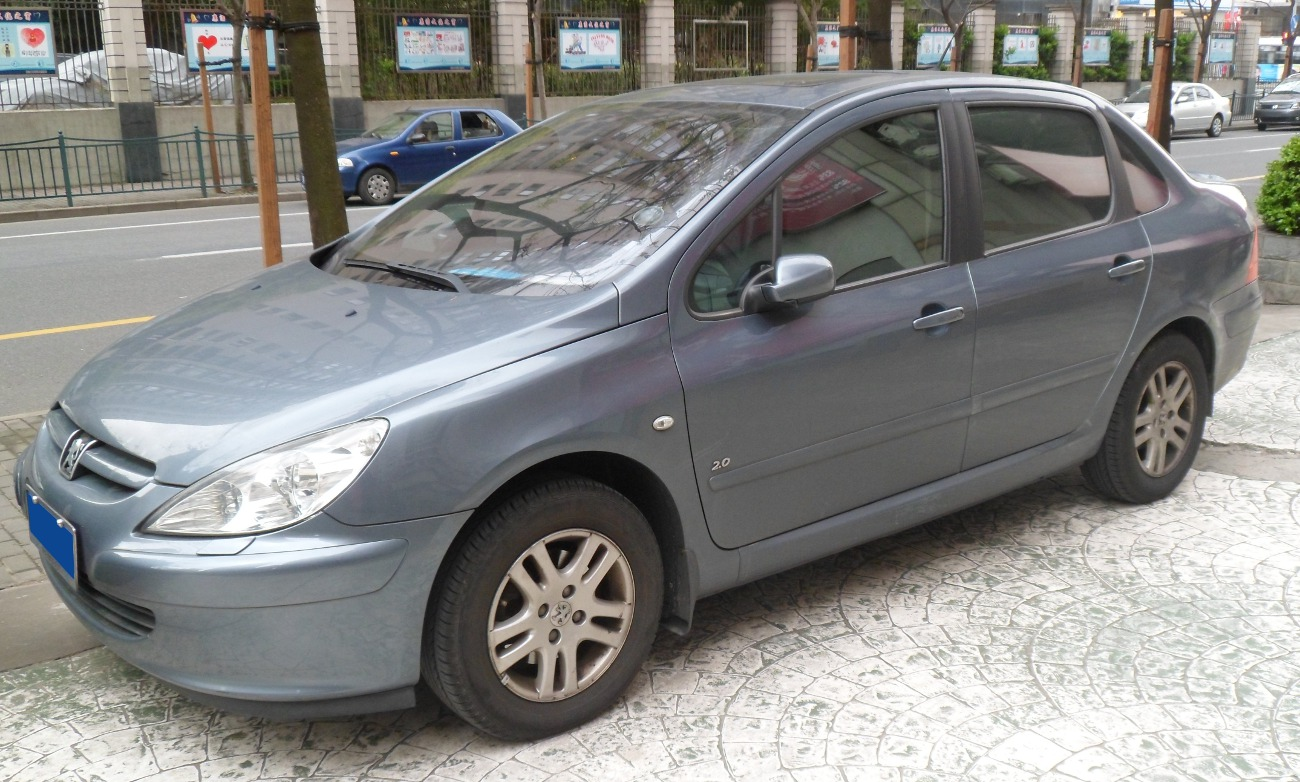
307 4p
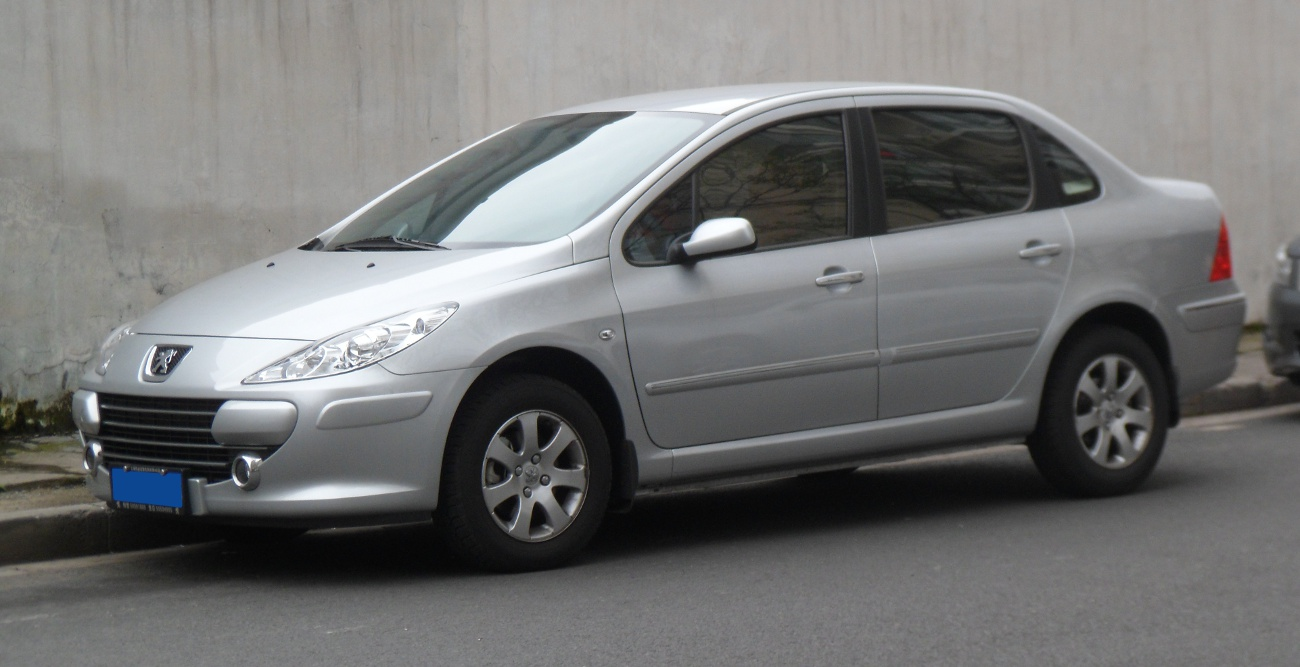
307 4p restylée
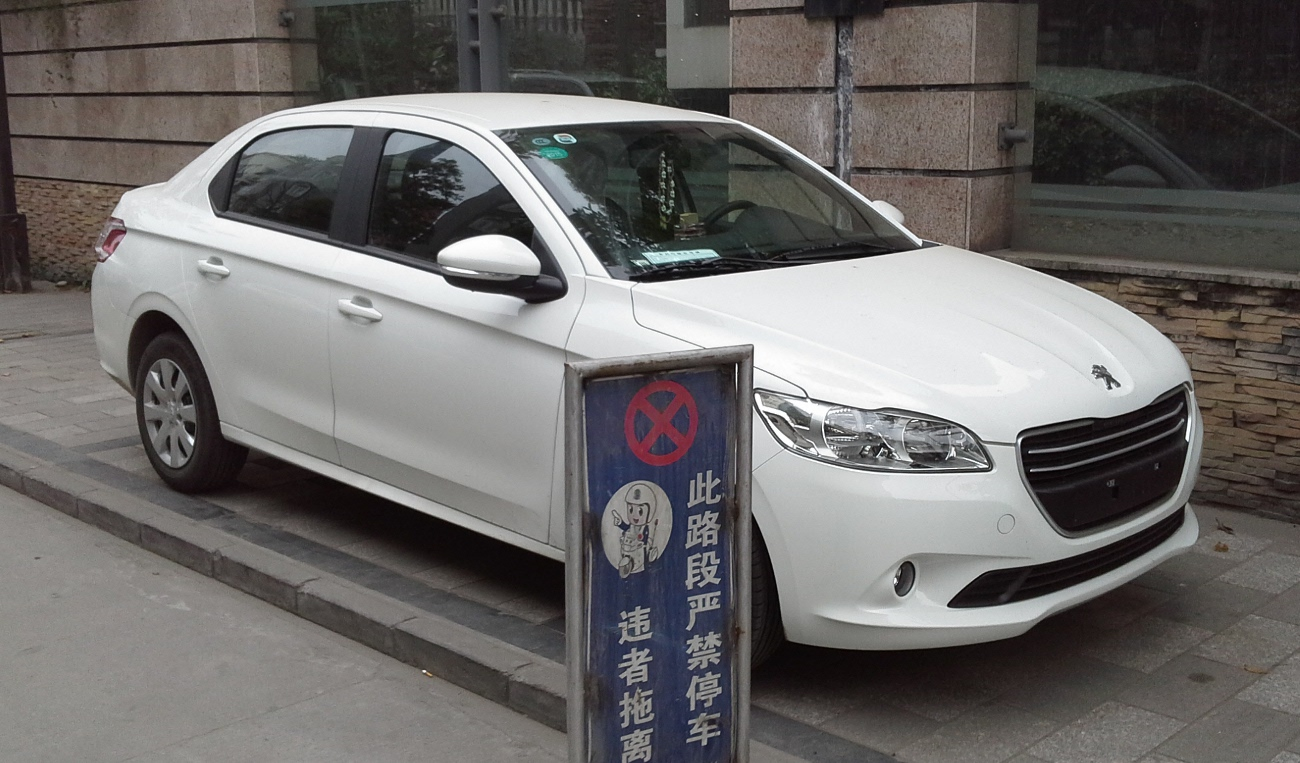
301
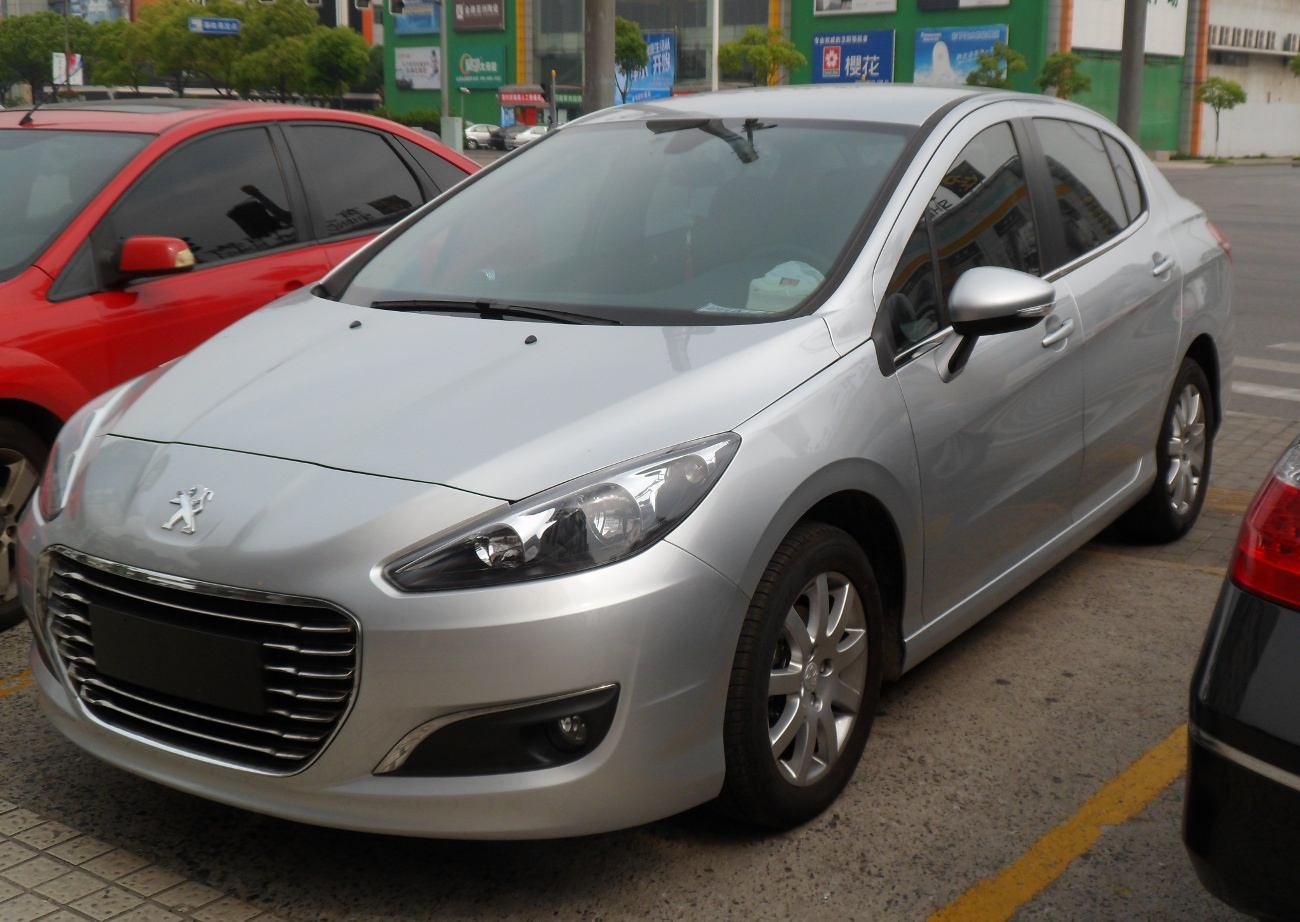
308 4p
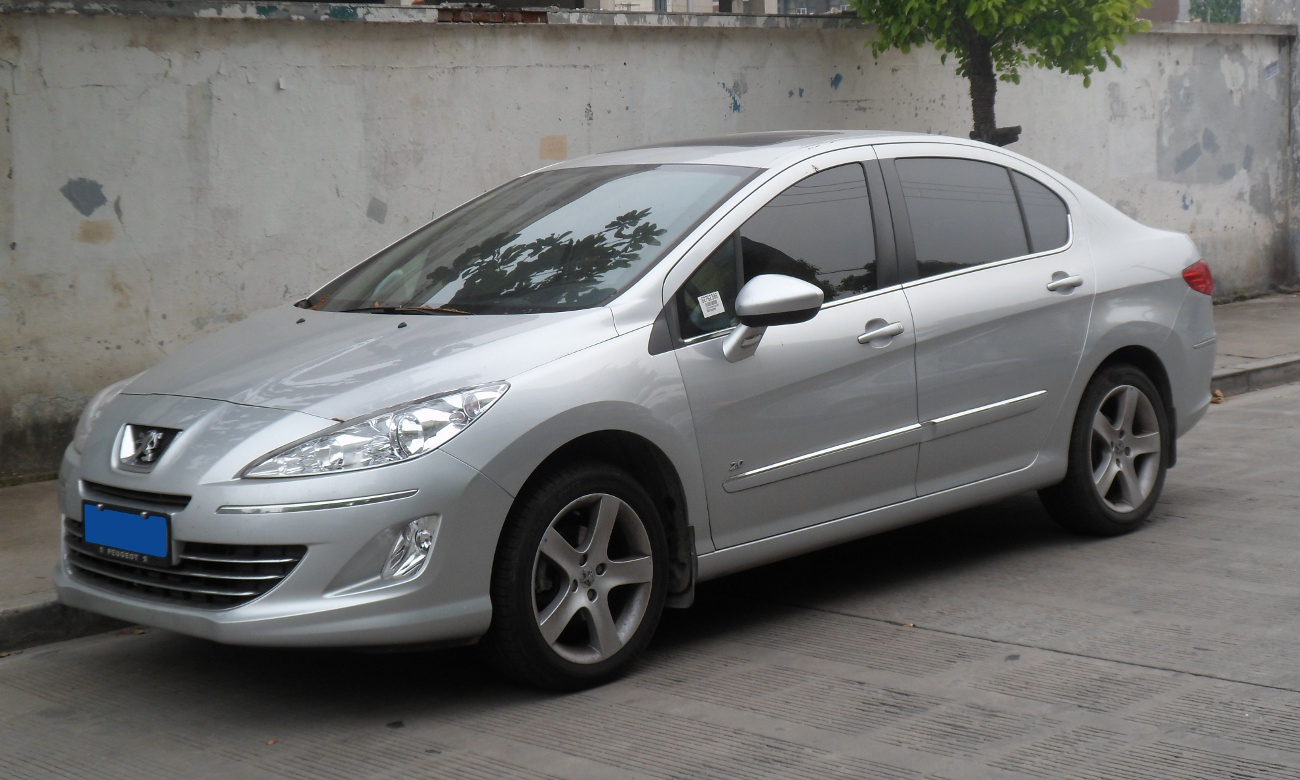
408
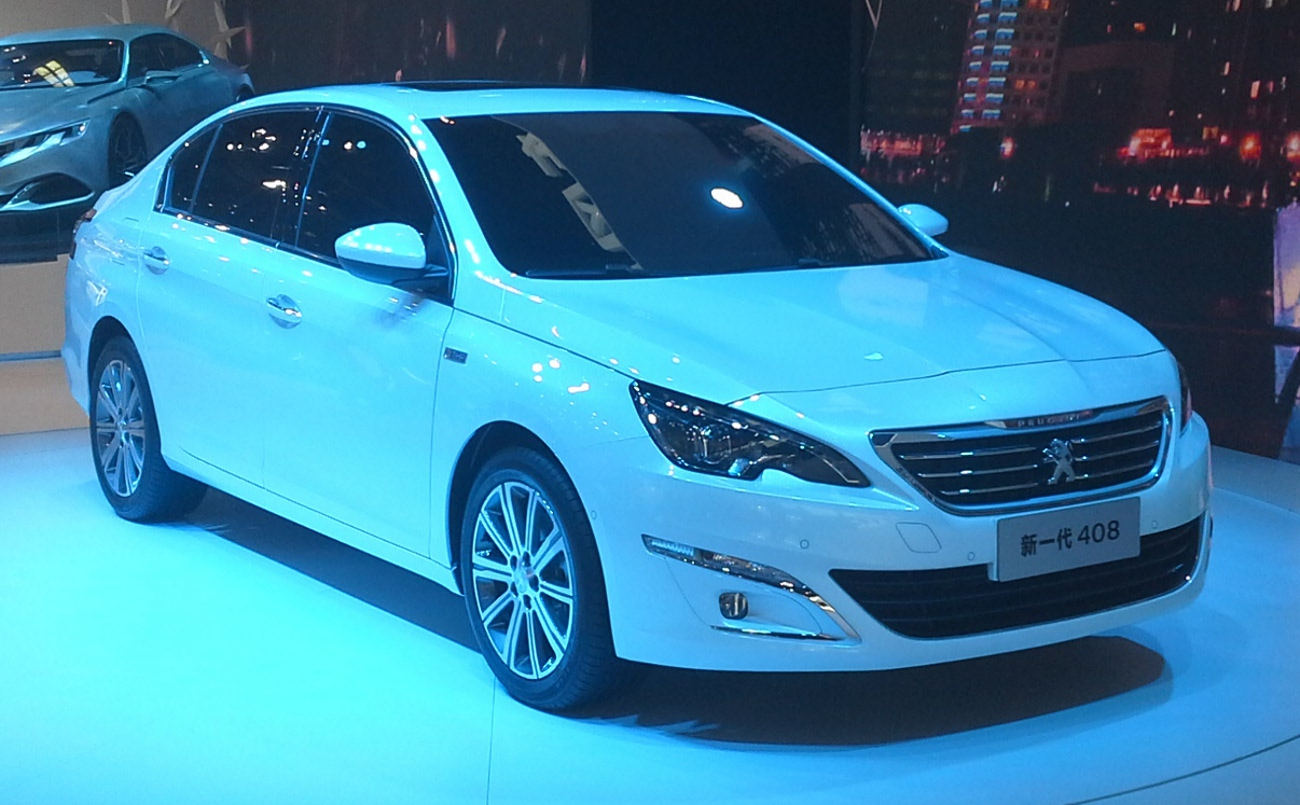
408 II
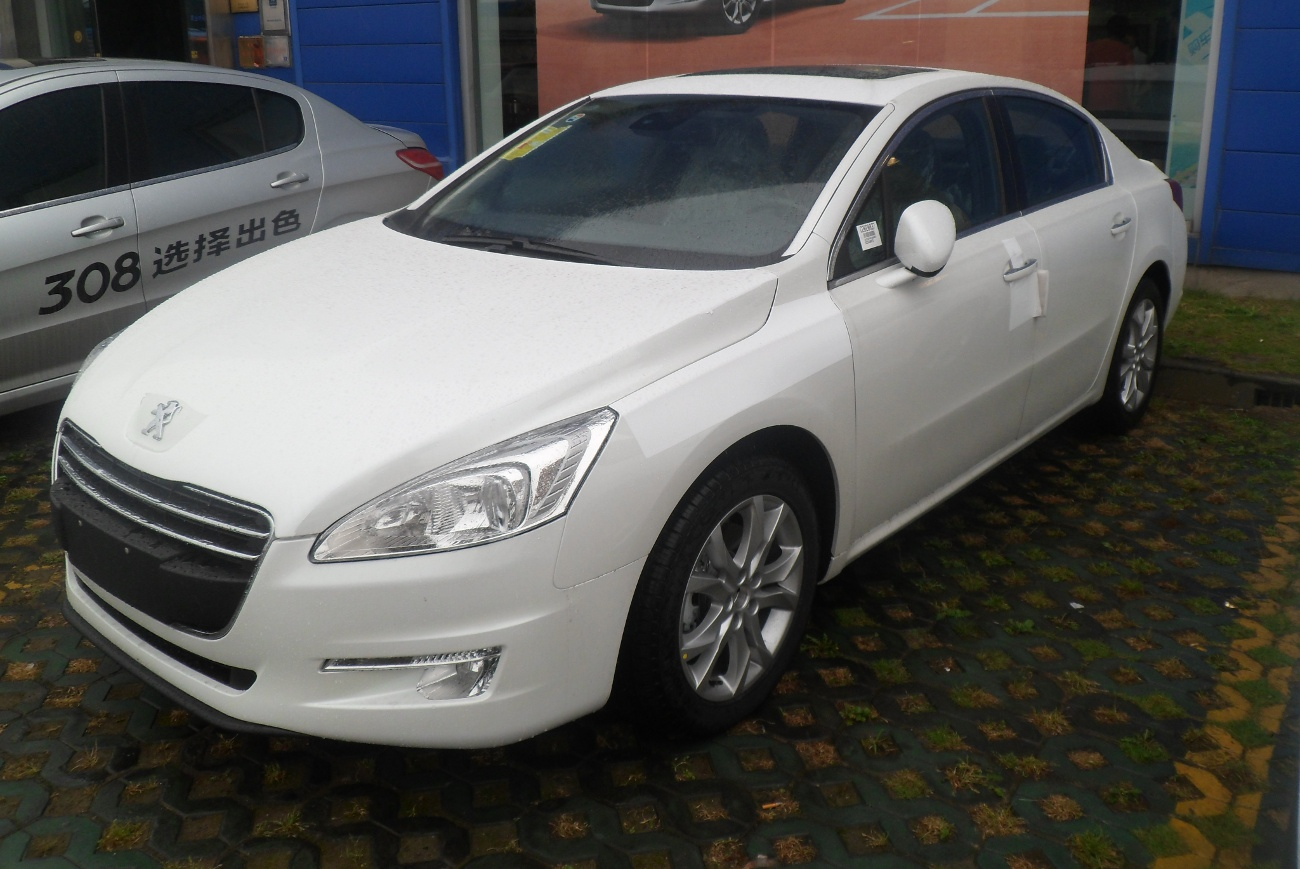
508
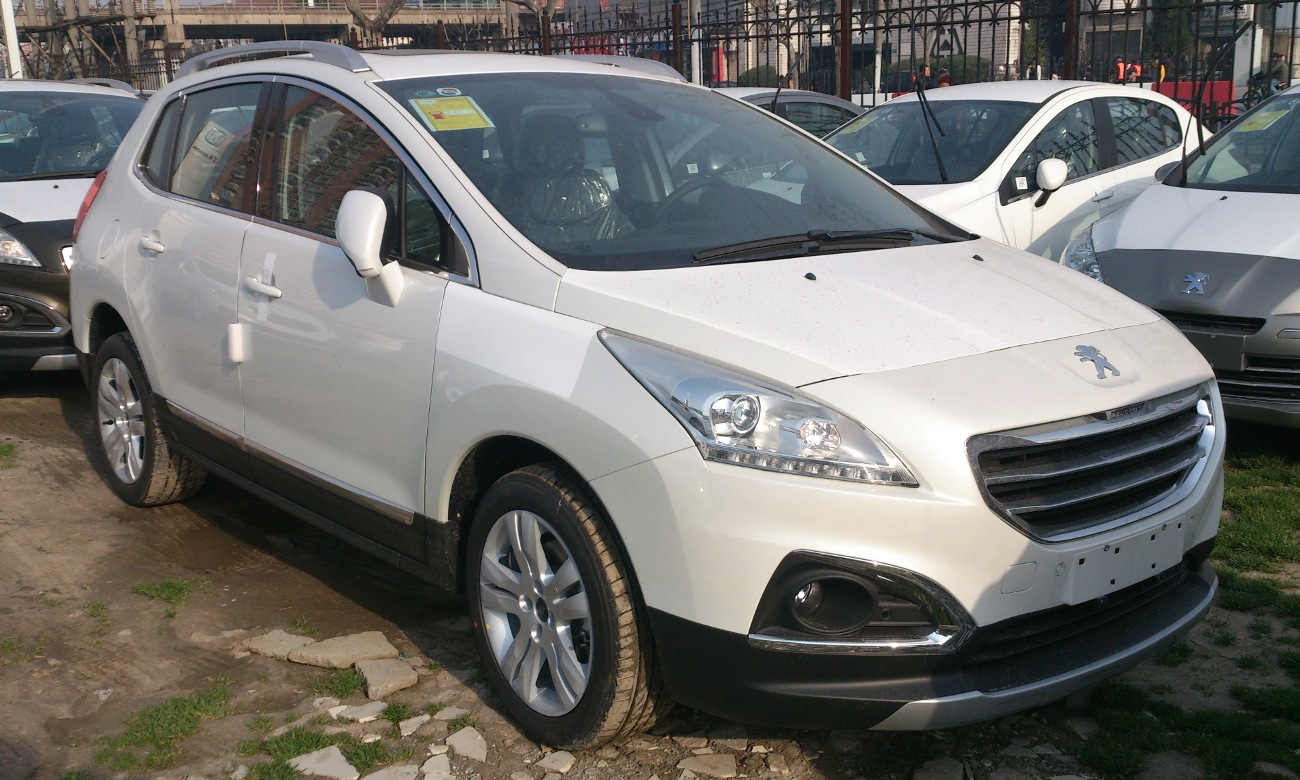
3008 facelift

## Sources
1. 1 2 3  « Pourquoi Wuhan est la plus française des villes chinoises », France TV info, 6 décembre 2013 (consulté le 14 mai 2014).
2. ↑  La Tribune, 8 juillet 2006.
3. 1 2  « PSA part à la reconquête de la Chine », Le Figaro, 3 mai 2011 (consulté le 5 mai 2011).